# Changjiaquan
Il Changjiaquan (苌家拳, pugilato della famiglia Chang) è uno stile di arti marziali cinesi così chiamato perché sviluppato da Chang Naizhou (苌乃周). Questo stile è anche conosciuto come Changmenquan (苌门拳, pugilato della scuola Chang) o Changshi wuji (苌氏武技, abilità marziale del clan Chang). Lo stile si ispira allo Yìjìng, alla medicina cinese, oltre che alle numerose scuole di pugilato a cui si è accostato il suo creatore.
Il Changjiaquan comprende i seguenti Taolu a mano nuda:
- Ershisi ziquan (二十四字拳)
- Ershisi dazhan (二十四大战)
- Da e Xiao luohanquan (大-小罗汉)
- Heihuquan (黑虎拳)
- Baihuquan (白虎拳)
- Paoquan (炮拳)
- Xiao Hongquan (小红拳).

I Taolu con armi sono:
- Yuanhou sanshiliubang (猿猴三十六棒)
- Huanhou qiang
- Shuangjian (双剑)
- Sanshiliu qiang shu (三十六枪术)
- Chun yang shisan jian (纯阳十三剑)
- Shuangbang (双棒)
- Hu wei bian (虎尾鞭)
- Emei lian (峨嵋镰).

I principali Duilian con armi sono:
- Danjian di qiang (单剑抵枪)
- Shuangjian di qiang (双剑抵枪)